# Siror
Siror település Olaszországban, Trento megyében.  Siror Canale d’Agordo, Canal San Bovo, Imer, Mezzano, Predazzo, Tonadico és Transacqua községekkel határos.
2015 óta Primiero San Martino di Castrozza község frakciója (frazione).

## Népesség
A település népességének változása: